# From a Second Story Window
From a Second Story Window war eine US-amerikanische Metalcore-Band aus Ohio und Pennsylvania, die im Jahr 2002 gegründet wurde und sich 2008 wieder auflöste.

## Geschichte
Die Band wurde im Jahr 2002 gegründet. Nach einigen Wechseln, fand sich mit Sänger Sean Vandegrift, den Gitarristen Derek Vasconi und Rob Hileman, Bassist Joe Sudrovic und Schlagzeuger Nick Huffman eine feste Besetzung. Ihr erstes Demo veröffentlichte die Band im Jahr 2003 unter dem Namen The Cassanda Complex. Das Demo wurde im Jahr 2004 als EP Not One Word Has Been Omitted über Black Mark Activities wiederveröffentlicht. Im Juli 2004 folgte eine US-Tour zusammen mit Ion Dissonance, The Number Twelve Looks Like You und End of All. Anfang 2005 verließ Sänger Vandegrift die Band und wurde durch Will Jackson, vorher bei End of All tätig, ersetzt. Vandegrift sollte kurz darauf der Band Vehemence beitreten. Im Sommer folgte eine weitere Tour durch die USA zusammen mit On Broken Wings, Reflux und Ion Dissonance. Im Herbst schlossen sich weitere Auftritte in den USA mit Between the Buried and Me, The Acacia Strain und The Red Chord an. Im Oktober spielte die Band Konzerte in Kanada zusammen mit Beneath the Massacre und Ion Dissonance. Nach diesen Auftritten begann die Band mit den Arbeiten zu ihrem Debütalbum Delenda. Das Album erschien im Jahr 2006 über Black Mark Activities. Der Veröffentlichung folgten diverse Touren. Währenddessen verließ Vasconi die Band und wurde durch Paul Misko ersetzt. Im Jahr 2008 folgte das zweite Album Conversations. Noch im selben Jahr löste sich die Band auf.

## Stil
Die Band spielt Metalcore, dem vereinzelt Elemente aus dem Death Metal beigemischt wurden. Die Musik lässt sich klanglich mit der von Cephalic Carnage und The Dillinger Escape Plan vergleichen.

## Diskografie
- 2003: The Cassanda Complex (Demo, Eigenveröffentlichung)
- 2004: Not One Word Has Been Omitted (EP, Black Mark Activities)
- 2006: Delenda (Album, Black Mark Activities)
- 2008: Conversations (Album, Black Mark Activities)